# Jason Rogers
Jason Rogers (n. 14 aprilie 1983, Houston, Texas, SUA) este un scrimer ce a reprezentat Statele Unite ale Americii, medaliat olimpic. A participat la 2 ediții ale Jocurilor Olimpice (2004, 2008) în care a câștigat o medalie de argint.